# Boston Lyric Opera

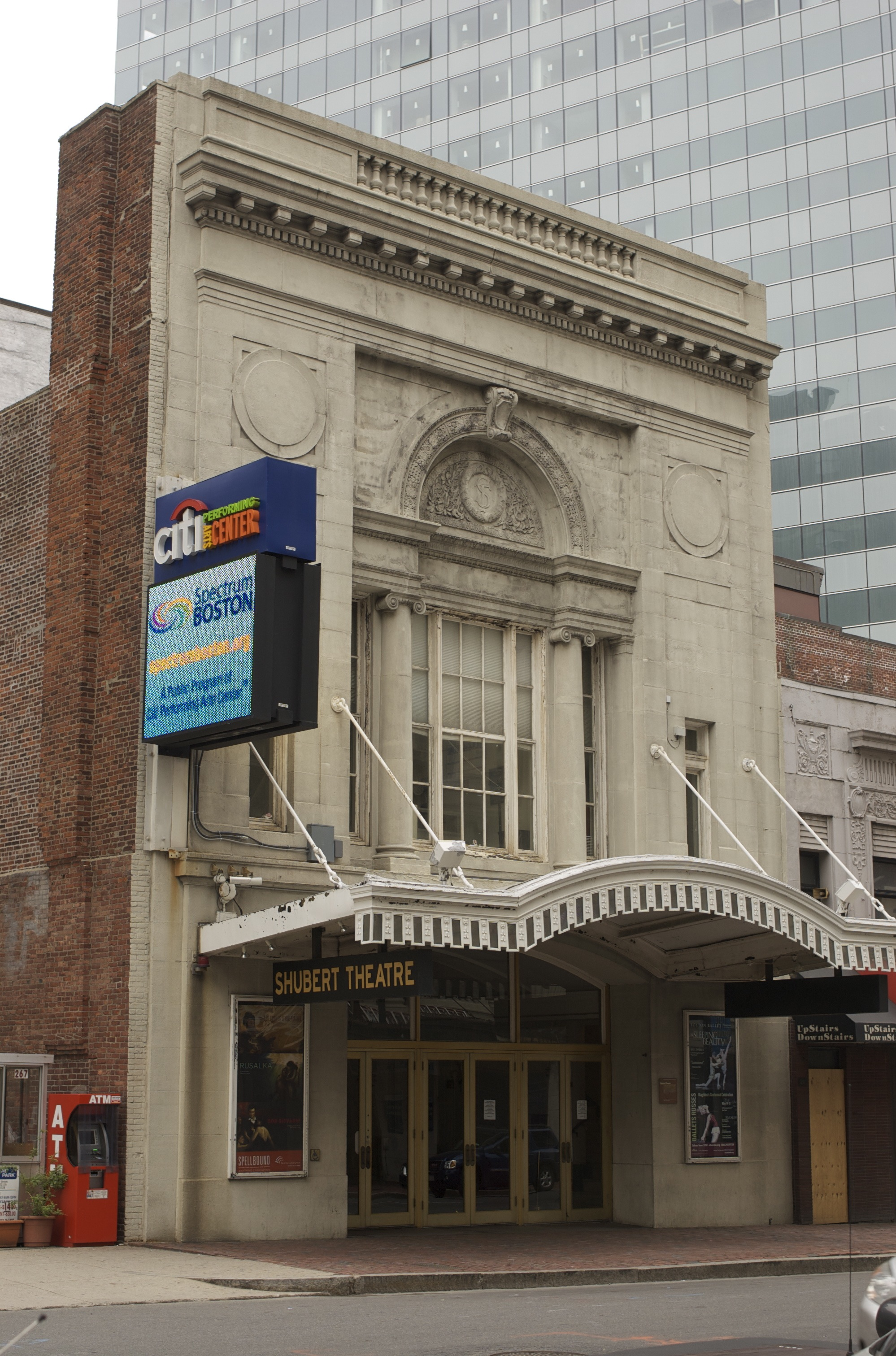
Das Shubert Theatre, Hauptspielstätte der Boston Lyrik Opera

Die Boston Lyric Opera (BLO) ist eine US-amerikanische Oper in Boston, Massachusetts. Sie wurde 1976 gegründet.

## Programm
Die Spielzeit der BLO besteht aus jeweils drei großen Opern mit Chor und Orchester, präsentiert im Citi Performing Arts Center Shubert Theatre in Boston und einer einstündigen, englischsprachigen Kurzfassung einer populären Oper für Schulkinder und Familie, die dann durch ganz Neuengland tourt.
Die Oper wird gefördert mit Mitteln des Massachusetts Cultural Council. Sie ist bekannt dafür, dass sie neben den beliebten Werken auch Raritäten insbesondere der amerikanischen Opernliteratur vorstellt, beispielsweise Bernsteins Trouble in Tahiti. 2010 wurde ein Kompositionsauftrag an Richard Beaudoin vergeben.
Im Februar 2011 wurde Viktor Ullmanns Der Kaiser von Atlantis gespielt, ein Werk, welches im KZ Theresienstadt entstanden ist.

## Künstlerische Leitung
- 1979–1989: John Balme
- 1992–2008: Janice Mancini Del Sesto
- seit 2008: Esther Nelson